# Сербадоне (Римини)
Сербадоне је насеље у Италији у округу Римини, региону Емилија-Ромања.
Према процени из 2011. у насељу је живело 47 становника. Насеље се налази на надморској висини од 199 м.